# Yvonne van Vlerken
Yvonne van Vlerken (Krimpen aan de Lek, 5 de noviembre de 1978) es una deportista neerlandesa que compitió en triatlón y duatlón.
Ganó dos medallas en el Campeonato Mundial de Triatlón de Larga Distancia en los años 2008 y 2010, y dos medallas en el Campeonato Europeo de Triatlón de Larga Distancia en los años 2017 y 2019.
En Ironman obtuvo una medalla en el Campeonato Mundial de 2008, y dos medallas en el Campeonato Europeo en los años 2009 y 2010. En Ironman 70.3 consiguió dos medallas en el Campeonato Europeo en los años 2009 y 2010.
En duatlón logró tres medallas en el Campeonato Mundial de Duatlón de Larga Distancia entre los años 2004 y 2007.

## Palmarés internacional
| Campeonato Mundial | Campeonato Mundial    | Campeonato Mundial | Campeonato Mundial |
| Año                | Lugar                 | Medalla            | Prueba             |
| ------------------ | --------------------- | ------------------ | ------------------ |
| 2008               | Almere (Países Bajos) | Medalla de bronce  | Individual         |
| 2010               | Immenstadt (Alemania) | Medalla de plata   | Individual         |
| Campeonato Europeo |                       |                    |                    |
| Año                | Lugar                 | Medalla            | Prueba             |
| 2017               | Almere (Países Bajos) | Medalla de oro     | Individual         |
| 2019               | Almere (Países Bajos) | Medalla de oro     | Individual         |

| Campeonato Mundial | Campeonato Mundial     | Campeonato Mundial | Campeonato Mundial |
| Año                | Lugar                  | Medalla            | Prueba             |
| ------------------ | ---------------------- | ------------------ | ------------------ |
| 2008               | Hawái (Estados Unidos) | Medalla de plata   | Individual         |
| Campeonato Europeo |                        |                    |                    |
| Año                | Lugar                  | Medalla            | Prueba             |
| 2009               | Fráncfort (Alemania)   | Medalla de bronce  | Individual         |
| 2010               | Fráncfort (Alemania)   | Medalla de bronce  | Individual         |

| Campeonato Europeo | Campeonato Europeo   | Campeonato Europeo | Campeonato Europeo |
| Año                | Lugar                | Medalla            | Prueba             |
| ------------------ | -------------------- | ------------------ | ------------------ |
| 2009               | Wiesbaden (Alemania) | Medalla de oro     | Individual         |
| 2010               | Wiesbaden (Alemania) | Medalla de oro     | Individual         |

| Campeonato Mundial | Campeonato Mundial        | Campeonato Mundial | Campeonato Mundial |
| Año                | Lugar                     | Medalla            | Prueba             |
| ------------------ | ------------------------- | ------------------ | ------------------ |
| 2004               | Fredericia (Dinamarca)    | Medalla de plata   | Individual         |
| 2006               | Fredericia (Dinamarca)    | Medalla de oro     | Individual         |
| 2007               | Richmond (Estados Unidos) | Medalla de bronce  | Individual         |